# 레인 코델
레인 코델(Lane Caudell, 1952년 4월 25일 ~ )은 미국의 기타 연주자, 작곡가 겸 작사가, 배우, 싱어송라이터, 텔레비전 배우이다.

## 영화
- 굿바이, 프랭클린 하이 (1978년)
- 행잉 온 어 스타 (1978년)
- 사탄의 치어리더 (1977년)
- 우리 생애 나날들 (1965년)